# Gun Pakdeevijit
Gun Pakdeevijit (กัญจน์ ภักดีวิจิตร; Banguecoque, 24 de dezembro de 1976), apelidado de Golf (กอล์ฟ) é um ator de TV tailandês, diretor e produtor de séries de TV e cantor.

## Início da vida e educação
Pakdeevijit é o filho mais velho do famoso diretor de filmes de ação Chalong Pakdeevijit. Ele completou o ensino médio na Kasetsart University Laboratory School (โรงเรียนสาธิตแห่งมหา วิทยาลัยเกษตรศาสตร์), e formou-se em Engenharia de Som pela Austrália.
Em outubro de 2022, ele revelou estar namorando um rapaz com menos de 20 anos.

## Carreira
Pakdeevijit ganhou o apelido de Legendary Chicken Roaster (นักปิ้งไก่ในตำนาน) porque geralmente há uma cena em seu show com ele assando frango na selva. Ele é frequentemente parodiado na Tailândia, mesmo que não seja um Phra Ek (พระเอก; "papel principal masculino"), ele geralmente tem um papel mais proeminente do que Phra Ek. Isso ocorre porque seus filmes e séries de televisão são dirigidos e produzidos por seu pai.
Além disso, ele também é cantor. Ele cantará para uma série de TV sob a produção cinematográfica de seu pai.
Em 2017, ele se voltou para séries de TV produzidas pelo Channel 3.